# 1. Würzburger Fußballverein 04 1978-1979
Questa voce raccoglie le informazioni riguardanti il FV Würzburg 04 nelle competizioni ufficiali della stagione 1978-1979.

## Stagione
Nella stagione 1978-1979 il FV Würzburg 04, allenato da Rudolf Kröner, Jupp Becker e Helmut Siebert, concluse il campionato di 2. Bundesliga al 14º posto. In Coppa di Germania il FV Würzburg 04 fu eliminato al primo turno dal Hertha Berlino.

## Rosa
| N. |                     | Ruolo | Calciatore          |
| -- | ------------------- | ----- | ------------------- |
|    | Germania (bandiera) | P     | Siegfried Scherzer  |
|    | Germania (bandiera) | P     | Hans-Georg Schur    |
|    | Germania (bandiera) | P     | Elmar Wagner        |
|    | Germania (bandiera) | D     | Karl-Heinz Fesel    |
|    | Germania (bandiera) | D     | Bernd Göbel         |
|    | Germania (bandiera) | D     | Friedhelm Groppe    |
|    | Germania (bandiera) | D     | Karl-Heinz Schubert |
|    | Germania (bandiera) | D     | Sepp Weiß           |
|    | Germania (bandiera) | C     | Jürgen Blank        |
|    | Germania (bandiera) | C     | Harald Borngräber   |
|    | Germania (bandiera) | C     | Detlef Bruckhoff    |

| N. |                     | Ruolo | Calciatore            |
| -- | ------------------- | ----- | --------------------- |
|    | Germania (bandiera) | C     | Günter Fürhoff        |
|    | Germania (bandiera) | C     | Ludwig Herold         |
|    | Germania (bandiera) | C     | Hans Otto Hiestermann |
|    | Germania (bandiera) | C     | Hermann Obenhuber     |
|    | Germania (bandiera) | C     | Erich Schmitt         |
|    | Germania (bandiera) | C     | Hans-Jürgen Storch    |
|    | Germania (bandiera) | C     | Manfred Storch        |
|    | Germania (bandiera) | C     | Günther Weiß          |
|    | Germania (bandiera) | A     | Erich Kielwein        |
|    | Germania (bandiera) | A     | Klaus Sterz           |
|    | Germania (bandiera) | A     | Walter Szaule         |

## Organigramma societario
Area tecnica
- Allenatore: Helmut Siebert
- Allenatore in seconda:
- Preparatore dei portieri:
- Preparatori atletici:

## Calciomercato

### Sessione estiva
| Acquisti | Acquisti         | Acquisti        | Acquisti |
| R.       | Nome             | da              | Modalità |
| -------- | ---------------- | --------------- | -------- |
| C        | Detlef Bruckhoff | TeBe Berlino    |          |
| C        | Günter Fürhoff   | Rot-Weiss Essen |          |
| C        | Günther Weiß     | Bayreuth        |          |
| D        | Sepp Weiß        | Bayern Monaco   |          |

| Cessioni | Cessioni        | Cessioni          | Cessioni |
| R.       | Nome            | a                 | Modalità |
| -------- | --------------- | ----------------- | -------- |
| C        | Horst Hayer     | Kickers Stoccarda |          |
| C        | Jens Johansen   | Holstebro         |          |
| C        | Heribert Müller | Paderborn         |          |

### Sessione invernale
| Acquisti | Acquisti | Acquisti | Acquisti |
| R.       | Nome     | da       | Modalità |
| -------- | -------- | -------- | -------- |

| Cessioni | Cessioni        | Cessioni       | Cessioni |
| R.       | Nome            | a              | Modalità |
| -------- | --------------- | -------------- | -------- |
| D        | Helmut Eckstein | Wormatia Worms |          |
| C        | Ewald Schmid    | Osnabrück      |          |

## Risultati

### 2. Bundesliga

#### Girone di andata
| Arbitro: | Dellwing |

|                   |           |               |
| Groppe 84’ (rig.) | Marcatori | 60’ Kirschner |

| Arbitro: | Wilhelmi |

|                               |           |            |
| Müller 7’ Traser 18’ Denz 88’ | Marcatori | 86’ Storch |

| Arbitro: | Schmidhuber |

|             |           |                         |
| Schmitt 15’ | Marcatori | 29’ Breuer 81’ Sommerer |

| Arbitro: | Boos |

|                            |           |  |
| Sebert 31’ (rig.) Horr 85’ | Marcatori |  |

| Arbitro: | Dölfel |

|                   |           |                                       |
| Groppe 72’ (rig.) | Marcatori | 50’ Beichle 70’ Stahl 90’ (rig.) Dörr |

| Arbitro: | Joos |

|                                            |           |            |
| Ganz 32’ Wiesenthal 41’ Fürhoff 90’ (aut.) | Marcatori | 64’ Storch |

| Arbitro: | Engel |

|                         |           |  |
| Bruckhoff 5’ Groppe 88’ | Marcatori |  |

| Arbitro: | Kinzinger |

|                              |           |          |
| Bordt 26’ Malura 65’ Luy 68’ | Marcatori | 8’ Sterz |

| Arbitro: | Joos |

|  |           |                 |
|  | Marcatori | 85’, 86’ Weiler |

| Arbitro: | Wohlfarth |

|                                    |           |             |
| Kobel 54’, 79’ Roth 63’ Henkes 70’ | Marcatori | 29’ Fürhoff |

| Arbitro: | Michel |

|                        |           |                             |
| Eckstein 55’ Sterz 65’ | Marcatori | 2’ Kohlhäufl 25’ Nachreiner |

| Arbitro: | Jupe |

|                              |           |  |
| Weißberger 24’ Obermeier 78’ | Marcatori |  |

| Arbitro: | Huster |

|                                                    |           |              |
| Krauth 2’ Kohlenbrenner 12’ Dohmen 62’ Trenkel 85’ | Marcatori | 87’ Eckstein |

| Arbitro: | Kühne |

|                            |           |                        |
| Fürhoff 43’, 78’ Hayer 64’ | Marcatori | 42’ (rig.) Leiendecker |

| Arbitro: | Könen |

|                   |           |  |
| Allgöwer 20’, 50’ | Marcatori |  |

| Arbitro: | Brückner |

|                   |           |                                |
| Groppe 22’ (rig.) | Marcatori | 62’, 80’ Dörflinger 78’ Susser |

| Arbitro: | Bodmer |

|             |           |               |
| Seubert 90’ | Marcatori | 76’ Bruckhoff |

| Würzburg 10 dicembre 1978 18ª giornata | FV Würzburg 04 | 0 – 0 referto | Kickers Offenbach | Stadion an der Frankfurter Straße (2 500 spett.)\| Arbitro: \| Clajus \| |
| Arbitro:                               | Clajus         |               |                   |                                                                          |

| Arbitro: | Dreher |

|  |           |             |
|  | Marcatori | 75’ Schmitt |

#### Girone di ritorno
| Arbitro: | Schmidhuber |

|                                        |           |  |
| Heinlein 18’ Heubeck 26’ Kirschner 82’ | Marcatori |  |

| Würzburg 21 gennaio 1979 21ª giornata | FV Würzburg 04 | 0 – 0 referto | Saarbrücken | Stadion an der Frankfurter Straße (3 000 spett.)\| Arbitro: \| Dahler \| |
| Arbitro:                              | Dahler         |               |             |                                                                          |

| Arbitro: | Correll |

|                              |           |  |
| Sommerer 37’ Hansen 48’, 63’ | Marcatori |  |

| Arbitro: | Reinstädtler |

|            |           |  |
| Groppe 30’ | Marcatori |  |

| Arbitro: | Glaw |

|  |           |              |
|  | Marcatori | 59’ Kielwein |

| Arbitro: | Filla |

|                   |           |  |
| Thomas 68’ (aut.) | Marcatori |  |

| Friburgo in Brisgovia 10 marzo 1979 26ª giornata | Freiburger | 0 – 0 referto | FV Würzburg 04 | Möslestadion (2 000 spett.)\| Arbitro: \| Kinzinger \| |
| Arbitro:                                         | Kinzinger  |               |                |                                                        |

| Arbitro: | Vielsack |

|                                       |           |          |
| Fürhoff 13’ Schmitt 62’ Bruckhoff 80’ | Marcatori | 7’ Kromm |

| Arbitro: | Föckler |

|              |           |                         |
| Rübenach 26’ | Marcatori | 58’ Fürhoff 65’ Schmitt |

| Arbitro: | Niebergall |

|                                        |           |           |
| Fürhoff 13’ Bruckhoff 22’ Kielwein 43’ | Marcatori | 59’ Kobel |

| Arbitro: | Dölfel |

|                  |           |  |
| Herberth 5’, 64’ | Marcatori |  |

| Arbitro: | Kuhn |

|                             |           |             |
| Borngräber 22’ Kielwein 50’ | Marcatori | 79’ Anspann |

| Arbitro: | Jupe |

|                      |           |              |
| Sterz 5’ Fürhoff 47’ | Marcatori | 17’ Harforth |

| Arbitro: | Brückner |

|                                             |           |  |
| Hermandung 85’ (rig.) Lüders 86’ Brinsa 90’ | Marcatori |  |

| Arbitro: | Boos |

|                          |           |  |
| Schmitt 52’ Kielwein 72’ | Marcatori |  |

| Arbitro: | Schmoock |

|         |           |  |
| Löw 82’ | Marcatori |  |

| Würzburg 19 maggio 1979 36ª giornata | FV Würzburg 04 | 0 – 0 referto | Wormatia Worms | Stadion an der Frankfurter Straße (400 spett.)\| Arbitro: \| Linn \| |
| Arbitro:                             | Linn           |               |                |                                                                      |

| Arbitro: | Luca |

|                                                     |           |             |
| Geinzer 8’, 12’ Krause 58’, 74’ Bitz 61’ Knecht 79’ | Marcatori | 85’ Fürhoff |

| Arbitro: | Nickel |

|                                         |           |            |
| Sterz 16’, 28’ Storch 54’ Bruckhoff 69’ | Marcatori | 90’ Warken |

### Coppa di Germania
| Arbitro: | Aldinger |

|  |           |                          |
|  | Marcatori | 104’ Gersdorff 117’ Beer |

## Statistiche

### Statistiche di squadra
| Competizione      | Punti | In casa | In casa | In casa | In casa | In casa | In casa | In trasferta | In trasferta | In trasferta | In trasferta | In trasferta | In trasferta | Totale | Totale | Totale | Totale | Totale | Totale | DR  |
| Competizione      | Punti | G       | V       | N       | P       | Gf      | Gs      | G            | V            | N            | P            | Gf           | Gs           | G      | V      | N      | P      | Gf     | Gs     | DR  |
| ----------------- | ----- | ------- | ------- | ------- | ------- | ------- | ------- | ------------ | ------------ | ------------ | ------------ | ------------ | ------------ | ------ | ------ | ------ | ------ | ------ | ------ | --- |
| 2. Bundesliga     | 33    | 19      | 10      | 5       | 4       | 29      | 19      | 19           | 3            | 2            | 14           | 11           | 43           | 38     | 13     | 7      | 18     | 40     | 62     | -22 |
| Coppa di Germania | -     | 1       | 0       | 0       | 1       | 0       | 2       | 0            | 0            | 0            | 0            | 0            | 0            | 1      | 0      | 0      | 1      | 0      | 2      | -2  |
| Totale            | 33    | 20      | 10      | 5       | 5       | 29      | 21      | 19           | 3            | 2            | 14           | 11           | 43           | 39     | 13     | 7      | 19     | 40     | 64     | -24 |

### Andamento in campionato
| Giornata  | 1  | 2  | 3  | 4  | 5  | 6  | 7  | 8  | 9  | 10 | 11 | 12 | 13 | 14 | 15 | 16 | 17 | 18 | 19 | 20 | 21 | 22 | 23 | 24 | 25 | 26 | 27 | 28 | 29 | 30 | 31 | 32 | 33 | 34 | 35 | 36 | 37 | 38 |
| --------- | -- | -- | -- | -- | -- | -- | -- | -- | -- | -- | -- | -- | -- | -- | -- | -- | -- | -- | -- | -- | -- | -- | -- | -- | -- | -- | -- | -- | -- | -- | -- | -- | -- | -- | -- | -- | -- | -- |
| Luogo     | C  | T  | C  | T  | C  | T  | C  | T  | C  | T  | C  | T  | T  | C  | T  | C  | T  | C  | T  | T  | C  | T  | C  | T  | C  | T  | C  | T  | C  | T  | C  | C  | T  | C  | T  | C  | T  | C  |
| Risultato | N  | P  | P  | P  | P  | P  | V  | P  | P  | P  | N  | P  | P  | V  | P  | P  | N  | N  | V  | P  | N  | P  | V  | V  | V  | N  | V  | V  | V  | P  | V  | V  | P  | V  | P  | N  | P  | V  |
| Posizione | 10 | 16 | 18 | 19 | 20 | 20 | 19 | 20 | 20 | 20 | 20 | 20 | 20 | 20 | 20 | 20 | 20 | 20 | 20 | 20 | 20 | 20 | 20 | 20 | 19 | 18 | 16 | 16 | 16 | 16 | 15 | 14 | 15 | 13 | 14 | 13 | 16 | 14 |

Legenda:

Luogo: C = Casa; T = Trasferta. Risultato: V = Vittoria; N = Pareggio; P = Sconfitta.

### Statistiche dei giocatori
| Giocatore      | 2. Bundesliga | 2. Bundesliga | 2. Bundesliga | 2. Bundesliga | Coppa di Germania | Coppa di Germania | Coppa di Germania | Coppa di Germania | Totale   | Totale | Totale      | Totale     |
| Giocatore      | Presenze      | Reti          | Ammonizioni   | Espulsioni    | Presenze          | Reti              | Ammonizioni       | Espulsioni        | Presenze | Reti   | Ammonizioni | Espulsioni |
| -------------- | ------------- | ------------- | ------------- | ------------- | ----------------- | ----------------- | ----------------- | ----------------- | -------- | ------ | ----------- | ---------- |
| J. Blank       | 2             | 0             | 0             | 0             | 0                 | 0                 | 0                 | 0                 | 2        | 0      | 0           | 0          |
| H. Borngräber  | 38            | 1             | 9             | 0             | 1                 | 0                 | 0                 | 0                 | 39       | 1      | 9           | 0          |
| D. Bruckhoff   | 33            | 5             | 6             | 0             | 1                 | 0                 | 0                 | 0                 | 34       | 5      | 6           | 0          |
| H. Eckstein    | 17            | 2             | 3             | 0             | 1                 | 0                 | 0                 | 0                 | 18       | 2      | 3           | 0          |
| K. Fesel       | 21            | 0             | 1             | 0             | 0                 | 0                 | 0                 | 0                 | 21       | 0      | 1           | 0          |
| G. Fürhoff     | 37            | 8             | 6             | 0             | 1                 | 0                 | 0                 | 0                 | 38       | 8      | 6           | 0          |
| F. Groppe      | 33            | 5             | 1             | 0             | 1                 | 0                 | 0                 | 0                 | 34       | 5      | 1           | 0          |
| B. Göbel       | 0             | 0             | 0             | 0             | 0                 | 0                 | 0                 | 0                 | 0        | 0      | 0           | 0          |
| H. Hayer       | 15            | 1             | 4             | 0             | 1                 | 0                 | 0                 | 0                 | 16       | 1      | 4           | 0          |
| L. Herold      | 7             | 0             | 0             | 0             | 0                 | 0                 | 0                 | 0                 | 7        | 0      | 0           | 0          |
| H. Hiestermann | 14            | 0             | 0             | 0             | 1                 | 0                 | 0                 | 0                 | 15       | 0      | 0           | 0          |
| E. Kielwein    | 27            | 4             | 2             | 0             | 0                 | 0                 | 0                 | 0                 | 27       | 4      | 2           | 0          |
| H. Obenhuber   | 11            | 0             | 0             | 0             | 1                 | 0                 | 0                 | 0                 | 12       | 0      | 0           | 0          |
| S. Scherzer    | 16            | 0             | 0             | 0             | 1                 | 0                 | 0                 | 0                 | 17       | 0      | 0           | 0          |
| E. Schmid      | 16            | 0             | 4             | 0             | 0                 | 0                 | 0                 | 0                 | 16       | 0      | 4           | 0          |
| E. Schmitt     | 29            | 5             | 1             | 0             | 1                 | 0                 | 0                 | 0                 | 30       | 5      | 1           | 0          |
| K. Schubert    | 1             | 0             | 0             | 0             | 0                 | 0                 | 0                 | 0                 | 1        | 0      | 0           | 0          |
| H. Schur       | 20            | 0             | 0             | 0             | 0                 | 0                 | 0                 | 0                 | 20       | 0      | 0           | 0          |
| K. Sterz       | 34            | 5             | 10            | 0             | 1                 | 0                 | 0                 | 0                 | 35       | 5      | 10          | 0          |
| H. Storch      | 28            | 3             | 1             | 0             | 0                 | 0                 | 0                 | 0                 | 28       | 3      | 1           | 0          |
| M. Storch      | 12            | 0             | 0             | 0             | 0                 | 0                 | 0                 | 0                 | 12       | 0      | 0           | 0          |
| W. Szaule      | 34            | 0             | 0             | 0             | 1                 | 0                 | 0                 | 0                 | 35       | 0      | 0           | 0          |
| E. Wagner      | 2             | 0             | 0             | 0             | 0                 | 0                 | 0                 | 0                 | 2        | 0      | 0           | 0          |
| G. Weiß        | 35            | 0             | 1             | 0             | 0                 | 0                 | 0                 | 0                 | 35       | 0      | 1           | 0          |
| J. Weiß        | 1             | 0             | 2             | 0             | 1                 | 0                 | 0                 | 0                 | 2        | 0      | 2           | 0          |